# Slough
Slough este un oraș și o Autoritate Unitară în regiunea South East England.  Are o suprafață de 32,54 km². Populația este de 119.070 locuitori, determinată în 2001.